# Jane Frederick
Jane Frederick (Estados Unidos, 7 de abril de 1952) fue una atleta estadounidense, especializada en la prueba de heptalón en la que llegó a ser medallista de bronce mundial en 1987.

## Carrera deportiva
En el Mundial de Roma 1987 ganó la medalla de bronce en la competición de heptalón, consiguiendo una puntuación total de 6502 puntos, tras su compatriota la también estadounidense Jackie Joyner-Kersee y la soviética Larisa Nikitina.